# Leiobunum anatolicum
Leiobunum anatolicum is een hooiwagen uit de familie Sclerosomatidae.